# Franz Müller (Sportfunktionär, 1896)
Franz Müller (* 10. Januar 1896 in Berlin-Rummelsburg; † 25. August 1968 in Ost-Berlin) war ein deutscher Sportfunktionär.

## Leben
Franz Müller wurde am 10. Januar 1896 in Berlin-Rummelsburg geboren. Er war gelernter Schriftsetzer und war auch als Transportarbeiter tätig. 1910 trat er in die Arbeiterjugend ein. Von 1916 bis 1920 leistete er Kriegsdienst und geriet dabei in Gefangenschaft. Ab 1920 war er Mitglied der KPD und von 1924 bis 1933 Schriftsetzer bei der Roten Fahne. Müller war 1920 Mitbegründer einer der ersten Hockeyabteilungen des Berliner Arbeitersports und wurde mit dem ASV Lichtenberg 1931 Berliner Hockeymeister im Arbeitersport. Ab 1929 war er Vorsitzender der Kampfgemeinschaft für Rote Sporteinheit Berlin-Brandenburg und bis 1935 Instrukteur deren illegaler Landesleitung. Von 1929 bis 1933 er Mitglied der Berliner Stadtverordnetenversammlung. Bei der Wahl 1933 wurde er erneut gewählt, er konnte sein Mandat aber nicht wahrnehmen. Er gehörte der KPD-Bezirksleitung Berlin-Brandenburg an.
Nach dem Zweiten Weltkrieg wurde er wieder Mitglied der KPD und später der SED und leitete von 1945 bis 1949 das Berliner Hauptsportamt. Von 1950 bis 1957 war er Leiter der öffentlichen Sprechstunde des Präsidenten der DDR Wilhelm Pieck. Von 1957 bis 1960 war er stellvertretender Vorsitzender des Staatlichen Komitees für Körperkultur und Sport und vom 19. April 1958 bis zum 3. Februar 1962 Vizepräsident des Deutschen Hockey-Sportverbandes. Ab 1959 war er Leiter des Sportverlags Berlin.
Franz Müller starb am 25. August 1968 im Alter von 72 Jahren in Ost-Berlin.

## Auszeichnungen
- Medaille für Kämpfer gegen den Faschismus 1933 bis 1945 (1958)[1]
- Vaterländischer Verdienstorden in Bronze (1958)[1]
- Ernst-Grube-Medaille[5]